# Castello di Mondondone
Il Castello di Mondondone era una fortificazione sita nell'omonima frazione del comune italiano di Codevilla, in provincia di Pavia.

## Storia
La sua storia è molto antica, il suo nome si trova in alcuni documenti notarili del X e XI secolo, il toponimo Montedendonum viene citato in un atto di divisione tra i Malaspina, conti di Tortona, e gli Estensi. Già nel 996 esiste il castello e in un atto di vendita del 1141 compaiono beni in Mondondone. 
Nel 1158 il feudo era possesso comune di diversi signori e il castello era sede di un notaio. L'8 agosto 1164 Federico Barbarossa con un diploma tolse Mondondone alla giurisdizione del vescovo di Tortona per assegnarla alla città di Pavia così fu inclusa nell'Oltrepò pavese.
Nel 1248 il castello era posseduto per metà dal Monastero del Senatore di Pavia e per metà dai Canepanova. Nel 1315 viene acquistato da Azzone Visconti, che nel 1360 vi effettuò imponenti lavori che ne modificarono la struttura.
Nel 1412 la squadra di Mondondone fu data in feudo a Rainaldo Beccaria del ramo di Pieve del Cairo. Nel 1610, estinti questi membri della famiglia Beccaria, il feudo passò ai conti Rovida di Pavia a cui restò fino all'abolizione del feudalesimo nel 1797.

## Struttura
Del castello, distrutto in epoca imprecisata, rimangono solamente pochi resti difficilmente leggibili, qualche traccia di muratura in ciottoli e pietra del luogo localizzati lungo il pendio della collina, situati nei pressi delle attuali scuole. Molto ben leggibile e di notevole interesse è invece l'andamento del piccolo borgo, 'avvolto' intorno alla collina, secondo il suo originale impianto medievale.